# Ali Cobrin
Alexandra Alrey „Ali“ Cobrin (* 21. Juli 1989 in Chicago, Illinois) ist eine US-amerikanische Schauspielerin. Ihre bekannteste Rolle ist die der Kara in der Fortsetzung American Pie: Das Klassentreffen (2012) aus der American-Pie-Reihe.

## Leben
Cobrin ist in Chicago geboren und aufgewachsen. Sie besuchte die High School an der Chicago Academy for the Arts und studierte dort Musical Theater. Nebenbei absolvierte sie Trainingseinheiten als klassische Ballerina und nahm an der Junioren-Olympiade teil.
Cobrin begann ihre Karriere in der Unterhaltungsbranche als Improvisationskünstlerin beim Second City's teen ensemble und tanzte auf Tour mit dem Burklyn Ballet Theater durch Schottland, in dessen Rahmen sie auch auf dem Edinburgh Fringe Festival auftrat. Zur selben Zeit nahm sie an Workshops für Broadway-Musicals teil – unter anderem für All That Jazz und Wonderland –, unter der Regie von Ben Verreen und Frank Wildhorn. Nach ihrem High-School-Abschluss im Alter von 17 Jahren zog sie nach Los Angeles um, um ihre Schauspielkarriere voranzutreiben.
Kurz nach ihrem Umzug hatte Cobrin 2008 ihre erste Filmrolle als Schauspielerin in dem Kurzfilm One, sie spielte die Jess. Im selben Jahr spielte sie in einem weiteren Kurzfilm namens Jack Turner and the Reluctant Vampire als Val mit, welcher zwei Auszeichnungen in der Los Angeles Accolade Competition gewann. 2009 besetzte sie die Nebenrolle der Tiffany in The Hole – Wovor hast Du Angst?, einem 3D-Film des international bekannten Science-Fiction- und Comedy-Regisseurs Joe Dante. Der Streifen erhielt den ersten Persol 3-D Award für den besten 3D-Film bei den Filmfestspielen in Venedig 2009. 2010 feierte sie als Amber in der Pilotfolge von Kings by Night und als Molly in der kurzlebigen Dramaserie Look ihr Fernseh-Debüt. Gegen Ende des Jahres stellte sie die Kate, eine Hauptrolle in dem Film Cold Cabin, dar und war nebenbei mit Rapstar B.o.B in MEGA Diner – einer Werbekampagne für Adidas-Schuhe – zu sehen. 2012 hatte sie ihren Durchbruch mit der Fortsetzung American Pie: Das Klassentreffen aus der American-Pie-Reihe, in der sie in einer Nebenrolle als Kara zu sehen ist. Danach stand sie als Gillian Gracin für Life's an Itch vor der Kamera. 2014 trat sie in der Komödie Bad Neighbors als Whitney und im Slasher-Film Girlhouse – Töte, was du nicht kriegen kannst in der Hauptrolle der Kylie Atkins auf. Weitere Film- und Fernsehrollen folgten, 2024 war sie in tragender Rolle in der Serie The Baxters zu sehen. Ihr Schaffen umfasst rund zwei Dutzend Produktionen.

## Filmografie (Auswahl)
- 2008: One (Kurzfilm)
- 2008: Jack Turner and the Reluctant Vampire (Kurzfilm)
- 2009: The Hole – Wovor hast Du Angst? (The Hole)
- 2010: Kings by Night (Fernsehfilm)
- 2010: Cold Cabin
- 2010: Look (Fernsehserie, 11 Episoden)
- 2011: Friends with Benefits (Fernsehserie, Episode 1x09)
- 2012: American Pie: Das Klassentreffen (American Reunion)
- 2012: Life’s an Itch
- 2014: Lap Dance
- 2014: Bad Neighbors (Neighbors)
- 2014: Girlhouse – Töte, was du nicht kriegen kannst (Girlhouse)
- 2015: The Unauthorized Melrose Place Story (Fernsehfilm)
- 2015: A Beautiful Now
- 2016: Outlaw
- 2017: Small Shots (Fernsehserie, Episode 1x02)
- 2020: Meine Geburtstagsromanze
- 2024: The Baxters (Fernsehserie)